# Новомосковская I
Новомосковская-I — узловая железнодорожная станция Московской железной дороги в городском округе Новомосковск Тульской области России. Находится на участке Ожерелье — Узловая — Павелец. Соседние станции Урванка и Сборная-Угольная.
Открыта в 1943 году.
На 1981 год станция осуществляла приём и выдачу багажа, а также продажу билетов на поезда местного и дальнего следования.